# 50 kilomètres marche aux championnats du monde d'athlétisme 1987
Navigation
Helsinki 1983 Tokyo 1991
L'épreuve du 50 kilomètres marche des championnats du monde d'athlétisme 1987 s'est déroulée le 5 septembre 1987 dans les rues de Rome, en Italie, avec une arrivée au Stade olympique. Elle est remportée par l'Est-allemand Hartwig Gauder.

## Résultats
| Rang               | Athlète               | Pays               | Temps           | Notes |
| ------------------ | --------------------- | ------------------ | --------------- | ----- |
| Médaille d'or      | Hartwig Gauder        | Allemagne de l'Est | 3 h 40 min 53 s | CR    |
| Médaille d'argent  | Ronald Weigel         | Allemagne de l'Est | 3 h 41 min 30 s |       |
| Médaille de bronze | Vyacheslav Ivanenko   | Union soviétique   | 3 h 44 min 02 s |       |
| 4.                 | Raffaello Ducceschi   | Italie             | 3 h 47 min 49 s |       |
| 5.                 | Martín Bermúdez       | Mexique            | 3 h 48 min 27 s |       |
| 6.                 | Sandro Bellucci       | Italie             | 3 h 48 min 52 s |       |
| 7.                 | Pavol Szikora         | Tchécoslovaquie    | 3 h 49 min 44 s |       |
| 8.                 | Arturo Bravo          | Mexique            | 3 h 52 min 08 s |       |
| 9.                 | Andres Marín          | Espagne            | 3 h 52 min 16 s |       |
| 10.                | Godfried Dejonckheere | Belgique           | 3 h 52 min 21 s |       |
| 11.                | Raúl González         | Mexique            | 3 h 53 min 30 s |       |
| 12.                | Erling Andersen       | Norvège            | 3 h 55 min 52 s |       |
| 13.                | François Lapointe     | Canada             | 3 h 56 min 11 s |       |
| 14.                | Thierry Toutain       | France             | 3 h 56 min 34 s |       |
| 15.                | José Pinto            | Portugal           | 3 h 56 min 40 s |       |
| 16.                | Carl Schueler         | États-Unis         | 3 h 57 min 09 s |       |
| 17.                | Marco Evoniuk         | États-Unis         | 3 h 57 min 43 s |       |
| 18.                | Pavol Blažek          | Tchécoslovaquie    | 3 h 58 min 43 s |       |
| 19.                | Paul Blagg            | Royaume-Uni        | 3 h 59 min 55 s |       |
| 20.                | Jan Cortenbach        | Pays-Bas           | 4 h 00 min 10 s |       |
| 21.                | Takehiro Sonohara     | Japon              | 4 h 00 min 11 s |       |
| 22.                | Jim Heiring           | États-Unis         | 4 h 03 min 34 s |       |
| 23.                | Alain Lemercier       | France             | 4 h 09 min 53 s |       |
| 24.                | Denis Terraz          | France             | 4 h 10 min 55 s |       |
| 25.                | Michael Harvey        | Australie          | 4 h 11 min 04 s |       |
| 26.                | Willi Sawall          | Australie          | 4 h 14 min 25 s |       |
| 27.                | Martin Archambault    | Canada             | 4 h 26 min 03 s |       |
| —                  | Reima Salonen         | Finlande           | DNF             |       |
| —                  | Manuel Alcalde        | Espagne            | DNF             |       |
| —                  | Jordi Llopart         | Espagne            | DQ              |       |
| —                  | Bo Gustafsson         | Suède              | DQ              |       |
| —                  | Vesa Puukari          | Finlande           | DQ              |       |
| —                  | Grzegorz Ledzion      | Pologne            | DQ              |       |
| —                  | Giacomo Poggi         | Italie             | DQ              |       |
| —                  | Dietmar Meisch        | Allemagne de l'Est | DQ              |       |
| —                  | Valeriy Suntsov       | Union soviétique   | DQ              |       |
| —                  | Venyamin Nikolayev    | Union soviétique   | DQ              |       |

## Légende
Records et Performances
- AR : Record continental (area record)
- CR : Record des championnats (championship record)
- MR : Record du meeting (meet record)
- NR : Record national (national record)
- OR : Record olympique (olympic record)
- PR : Record paralympique (paralympic record)
- PB : Record personnel (personal best)
- SB : Meilleure performance personnelle de la saison (season's best)
- WL : Meilleure performance mondiale de l'année (world leader)
- WJR : Record du monde junior (world junior record)
- WR : Record du monde (world record)

Circonstances et Conditions
- DNF : N'a pas terminé (did not finish)
- DNS : N'a pas pris le départ (did not start)
- DQ : Disqualification (disqualification)
- NM : Aucun essai valable enregistré (No Mark)
- Q : Qualifié « directement » au prochain tour (ou à la prochaine compétition), lors d'une compétition majeure, grâce au classement ou à la réalisation des minima (automatic qualifier)
- q : Qualifié au prochain tour (ou à la prochaine compétition), lors d'une compétition majeure, grâce au repêchage ou à la réalisation de l'une des meilleures performances parmi celles des « non qualifiés directement » (grâce au meilleur temps ou à la meilleure distance par exemple) (secondary qualifier)